# Klaha
Klaha (jap. クラハ、), właśc. Masaki Haruna (jap. 春名 真樹 Haruna Masaki, ur. 3 maja 1970 w Osace) – japoński piosenkarz, najbardziej znany jest z czasów, gdy należał do zespołu Visual kei, Malice Mizer. Po tym, jak grupa zawiesiła działalność w 2001 roku, Klaha rozpoczął karierę solową.

## Życiorys
Jego pierwszym zespołem była nowofalowa grupa Pride of Mind, działająca w latach 1992–1996. Po raz pierwszy zaśpiewał z Malice Mizer w 2000 roku w ich singlu „Shiroi Hada ni Kuruu Ai to Kanashimi no Rondo”. Rok po zawieszeniu działalności Malice Mizer, Klaha rozpoczął karierę solową, ale po drastycznej zmianie stylu wykonywał muzykę pop. Po występie na żywo w kwietniu 2004 roku, występy Klaha zatrzymały się bez wyjaśnienia, nie podano również żadnych informacji od czasu jego nagłego urlopu w 2004 roku. Gitarzysta Malice Mizer, Mana, powiedział, że próbował skontaktować się z Klaha w sprawie jego udziału w koncertach z okazji 25-lecia zespołu we wrześniu 2018 roku, ale nie mógł do niego dotrzeć.

## Dyskografia

### Solowa
Single
- Märchen (2003)

VHS/DVD
- Märchen (2003)

Mini-album
- Setsubō (切望) (2004)

Albumy
- Nostal Lab (2004)

### Z Pride of Mind
Single
- First demo tape (1994)
- Second demo tape (1994)

Albumy
- Systems of Romance (1995)

### Z Malice Mizer
Single
- Shiroi Hada ni Kuruu Ai to Kanashimi no Rondo (2000)
- Gardenia (2001)
- Beast of Blood (2001)
- Mayonaka ni Kawashita Yakusoku ~Bara no Konrei~ (2001)
- Garnet ~Kindan no Sono E~ (2001)

Albumy
- Bara no seidō (2000)